# Rośliny olejkodajne
Rośliny olejkodajne – rośliny zawierające powyżej 0,01% olejku eterycznego o przyjemnym zapachu oraz specyficznym smaku, zwykle gorzkim i palącym, będące mieszaninami różnych związków chemicznych: aldehydów, estrów, ketonów, alkoholi, węglowodorów, itp.
Rośliny olejkodajne stosowane są jako przyprawy kuchenne wzmagające apetyt i poprawiające trawienie, rośliny lecznicze, a także w przemyśle perfumeryjnym, kosmetycznym i do wyrobu mydeł.
Przykłady roślin olejkodajnych:
- Arnika górska
- Rumianek pospolity
- Melisa lekarska
- Mięta pieprzowa
- Szałwia lekarska
- Biedrzeniec anyż
- Kminek zwyczajny
- Kolendra siewna
- Fenkuł włoski
- Bylica piołun
- Macierzanka tymianek
- Pomarańcza gorzka
- Lubczyk ogrodowy
- Tatarak zwyczajny
- Lawenda wąskolistna
- Sosna zwyczajna
- Eukaliptus gałkowy